# Launceston, Tasmania
Launceston (phát âm /ˈlɒnsəstən/)  là một thành phố thuộc bang Tasmania, Úc.

## Địa lý

### Khí hậu
Launceston có khí hậu ôn đới đại dương với bốn mùa rõ rệt. Thành phố nằm trong thung lũng Tamar và được bao quanh bởi nhiều đồi núi lớn. Với dạng địa hình này, các kiểu thời tiết của Launceston có thể thay đổi đáng kể trong thời gian ngắn. Các tháng ấm nhất là tháng Một và tháng Hai với nhiệt độ không khí trung bình từ 12,2 đến 24,4 °C. Nhiệt độ tối đa từng được ghi nhận là 39 °C (102 °F) vào ngày 30 tháng 1 năm 2009, còn sân bay Launceston đạt 40,4 °C (105 °F) cũng trong ngày này, trong đợt nắng nóng tại Đông Nam Úc.
| Dữ liệu khí hậu của Launceston                            | Dữ liệu khí hậu của Launceston | Dữ liệu khí hậu của Launceston | Dữ liệu khí hậu của Launceston | Dữ liệu khí hậu của Launceston | Dữ liệu khí hậu của Launceston | Dữ liệu khí hậu của Launceston | Dữ liệu khí hậu của Launceston | Dữ liệu khí hậu của Launceston | Dữ liệu khí hậu của Launceston | Dữ liệu khí hậu của Launceston | Dữ liệu khí hậu của Launceston | Dữ liệu khí hậu của Launceston | Dữ liệu khí hậu của Launceston |
| Tháng                                                     | 1                              | 2                              | 3                              | 4                              | 5                              | 6                              | 7                              | 8                              | 9                              | 10                             | 11                             | 12                             | Năm                            |
| --------------------------------------------------------- | ------------------------------ | ------------------------------ | ------------------------------ | ------------------------------ | ------------------------------ | ------------------------------ | ------------------------------ | ------------------------------ | ------------------------------ | ------------------------------ | ------------------------------ | ------------------------------ | ------------------------------ |
| Cao kỉ lục °C (°F)                                        | 39.0 (102.2)                   | 34.4 (93.9)                    | 33.0 (91.4)                    | 27.7 (81.9)                    | 22.0 (71.6)                    | 18.4 (65.1)                    | 18.4 (65.1)                    | 20.3 (68.5)                    | 24.8 (76.6)                    | 28.7 (83.7)                    | 30.7 (87.3)                    | 33.8 (92.8)                    | 39.0 (102.2)                   |
| Trung bình ngày tối đa °C (°F)                            | 24.8 (76.6)                    | 24.6 (76.3)                    | 22.7 (72.9)                    | 18.9 (66.0)                    | 15.8 (60.4)                    | 13.3 (55.9)                    | 12.8 (55.0)                    | 13.8 (56.8)                    | 15.7 (60.3)                    | 18.2 (64.8)                    | 20.5 (68.9)                    | 22.7 (72.9)                    | 18.7 (65.7)                    |
| Tối thiểu trung bình ngày °C (°F)                         | 12.6 (54.7)                    | 12.5 (54.5)                    | 10.3 (50.5)                    | 7.5 (45.5)                     | 5.0 (41.0)                     | 2.9 (37.2)                     | 2.5 (36.5)                     | 3.5 (38.3)                     | 5.2 (41.4)                     | 7.0 (44.6)                     | 9.1 (48.4)                     | 10.9 (51.6)                    | 7.4 (45.3)                     |
| Thấp kỉ lục °C (°F)                                       | 2.5 (36.5)                     | 3.4 (38.1)                     | 0.5 (32.9)                     | −1.5 (29.3)                    | −3 (27)                        | −4.9 (23.2)                    | −5.2 (22.6)                    | −3.6 (25.5)                    | −3.4 (25.9)                    | −1.4 (29.5)                    | −2.0 (28.4)                    | 2.0 (35.6)                     | −5.2 (22.6)                    |
| Lượng mưa trung bình mm (inches)                          | 51.5 (2.03)                    | 35.2 (1.39)                    | 38.8 (1.53)                    | 51.0 (2.01)                    | 63.1 (2.48)                    | 66.9 (2.63)                    | 78.3 (3.08)                    | 83.8 (3.30)                    | 65.5 (2.58)                    | 48.0 (1.89)                    | 52.9 (2.08)                    | 45.8 (1.80)                    | 680.8 (26.80)                  |
| Số ngày mưa trung bình (≥ 1 mm)                           | 4.8                            | 4.6                            | 4.4                            | 6.5                            | 7.6                            | 8.3                            | 9.7                            | 10.9                           | 10.0                           | 7.5                            | 7.0                            | 5.8                            | 87.1                           |
| Độ ẩm tương đối trung bình buổi chiều (%)                 | 48                             | 49                             | 48                             | 56                             | 63                             | 69                             | 69                             | 63                             | 59                             | 54                             | 52                             | 49                             | 57                             |
| Số giờ nắng trung bình tháng                              | 285.2                          | 256.9                          | 241.8                          | 198.0                          | 155.0                          | 135.0                          | 142.6                          | 170.5                          | 201.0                          | 254.2                          | 267.0                          | 282.1                          | 2.589,3                        |
| Nguồn 1: Cục Khí tượng Úc                                 |                                |                                |                                |                                |                                |                                |                                |                                |                                |                                |                                |                                |                                |
| Nguồn 2: Cục Khí tượng Úc, Sân bay Launceston (1981–2004) |                                |                                |                                |                                |                                |                                |                                |                                |                                |                                |                                |                                |                                |

## Thành phố kết nghĩa
Launceston kết nghĩa với:
- Ikeda, Osaka, Nhật Bản
- Napa, California, Hoa Kỳ
- Thái Nguyên, Sơn Tây, Trung Quốc